# Господинці
Господи́нці (болг. Господинци) — село в Благоєвградській області Болгарії. Входить до складу громади Гоце Делчев.

## Населення
За даними перепису населення 2011 року у селі проживали 508 осіб, з них 498 осіб (99,2%) — болгари.
Розподіл населення за віком у 2011 році:
Динаміка населення: